# Tomas Johansson (zápasník)
Karl Tomas Ingemar Johansson (* 20. července 1962 Haparanda, Švédsko) je bývalý švédský zápasník, který se vrcholově věnoval oběma stylům. Čtyřikrát startoval na olympijských hrách, vždy v zápase řecko-římském. V roce 1988 vybojoval na Hrách v Soulu bronzovou medaili ve váhové kategorii do 130 kg a v roce 1992 na Hrách v Barceloně stříbrnou medaili ve stejné váhové kategorii. Je držitelem jedné zlaté, dvou stříbrných a jedné bronzové medaile z mistrovství světa. Dvě druhá a tři třetí místa vybojoval na mistrovství Evropy. Vše v nejtěžší hmotnostní kategorii a v řecko-římském zápase. Ve volném stylu je jeho maximem 4. místo z mistrovství Evropy.